# 布里科内府邸
布里科内府邸（Hôtel de Jean Briçonnet）是法国图尔的一座历史建筑，1928年列为法国历史古迹。
布里科内府邸位于新堡街（rue de Châteauneuf）11-13号和交易街（rue du Change），建于15世纪，业主让·布里科内。

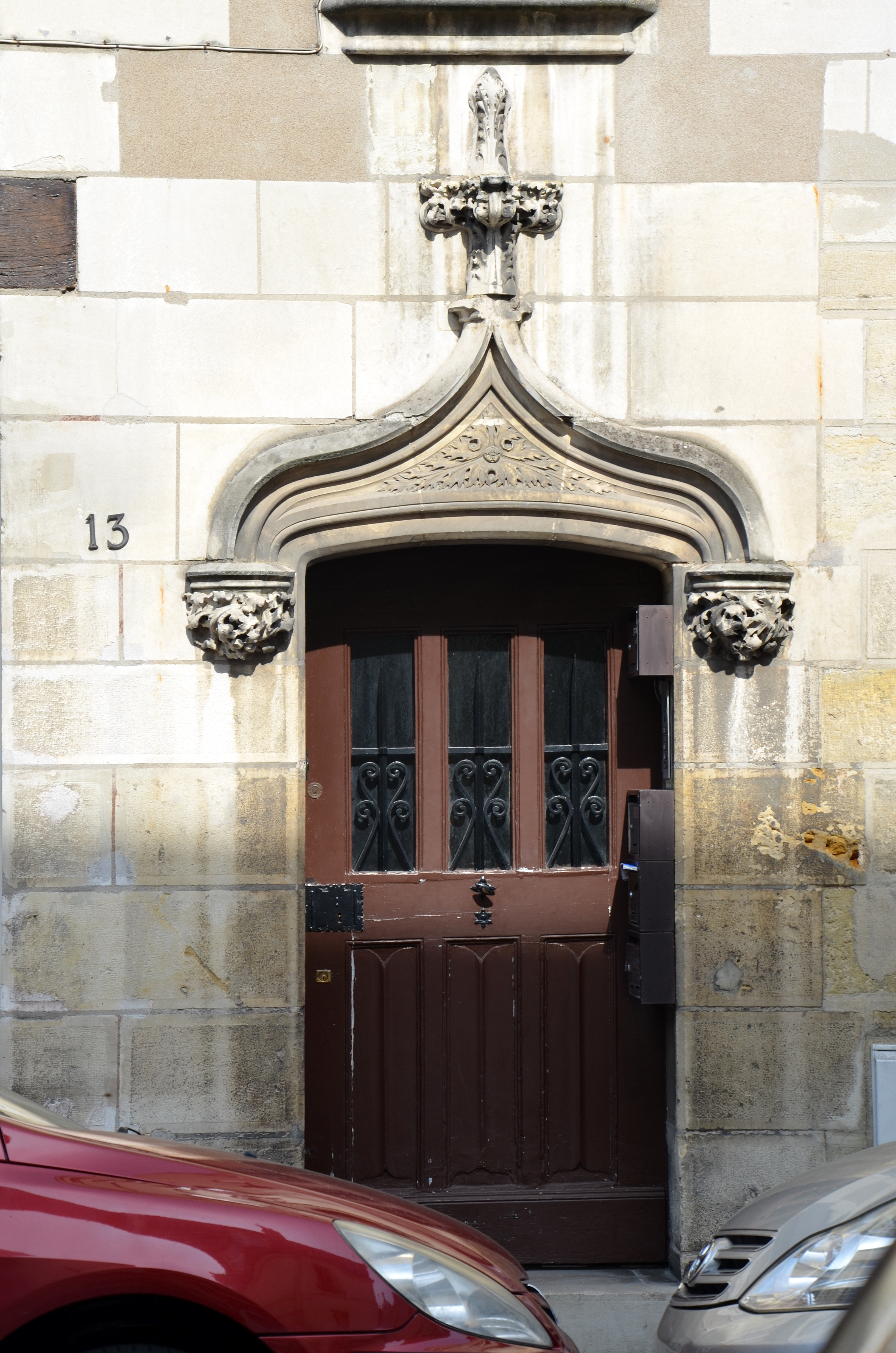